# Juworo
Juworo is een bestuurslaag in het regentschap Grobogan van de provincie Midden-Java, Indonesië. Juworo telt 3049 inwoners (volkstelling 2010).